# Belvedere Marittimo
Belvedere Marittimo és un municipi italià, dins de la província de Cosenza, que limita amb els municipis de Buonvicino, Diamante, Sangineto i Sant'Agata di Esaro a la mateixa província.

## Evolució demogràfica
| Població censada al municipi de Belvedere Marittimo | Població censada al municipi de Belvedere Marittimo | Població censada al municipi de Belvedere Marittimo |
| --------------------------------------------------- | --------------------------------------------------- | --------------------------------------------------- |
|                                                     |                                                     |                                                     |
| Notes:                                              | Elaboració gràfica per part de la Viquipèdia        |                                                     |
|                                                     | Font: ISTAT (Institut Nacional d'Estadística)       |                                                     |